# Кочи, Давид
Давид Кочи (чеш. David Kočí; 12 мая 1981, Прага, Чехословакия) — бывший чешский хоккеист, игравший на позиции как нападающего, так и защитника. С 2006 по 2011 год провёл 142 матча в НХЛ, набрал 461 штрафную минуту. Считался так называемым «тафгаем». Сейчас — главный тренер юниорской команды (до 20 лет) «Градец-Кралове».

## Биография
Давид Кочи является воспитанником пражской «Спарты». С 1997 года играл за юниорские команды «Спарты».
В 2000 году перебрался в Северную Америку. 1 год провёл в Западной хоккейной лиге, 3 сезона — в лиге Восточного побережья, 3 года отыграл в АХЛ. С 2006 по 2011 год играл в НХЛ, провёл 142 матча за «Чикаго Блэкхокс», «Тампу-Бэй Лайтнинг», «Сент-Луис Блюз» и «Колорадо Эвеланш». Выполнял роль так называемого «тафгая».
В 2011 году вернулся в Чехию, отыграл 3 сезона за «Спарту». Завершил карьеру в 2014 году, всего за карьеру набрал 2203 штрафные минуты за 658 игр.
После окончания игровой карьеры стал тренером. С 2014 по 2017 год работал с юниорами пражской «Спарты». С 2017 по 2019 год тренировал юниорские команды в клубе «Пираты» из Хомутова. Начиная с сезона 2019/2020 занимает должность главного тренера юниорской команды (до 20 лет) «Градец-Кралове».

## Достижения
Бронзовый призёр чешской Экстралиги 2014

## Статистика
- НХЛ — 142 игры, 4 очка (3 шайбы + 1 передача)
- АХЛ — 276 игр, 25 очков (3+22)
- Лига Восточного побережья — 81 игра, 7 очков (2+5)
- Западная хоккейная лига — 76 игр, 9 очков (2+7)
- Чешская экстралига — 83 игры, 7 очков (0+7)
- Всего за карьеру — 658 игр, 52 очка (10+42)